# Cholame
Cholame ist ein Ort im San Luis Obispo County im US-Bundesstaat Kalifornien, nordwestlich von Bakersfield. 

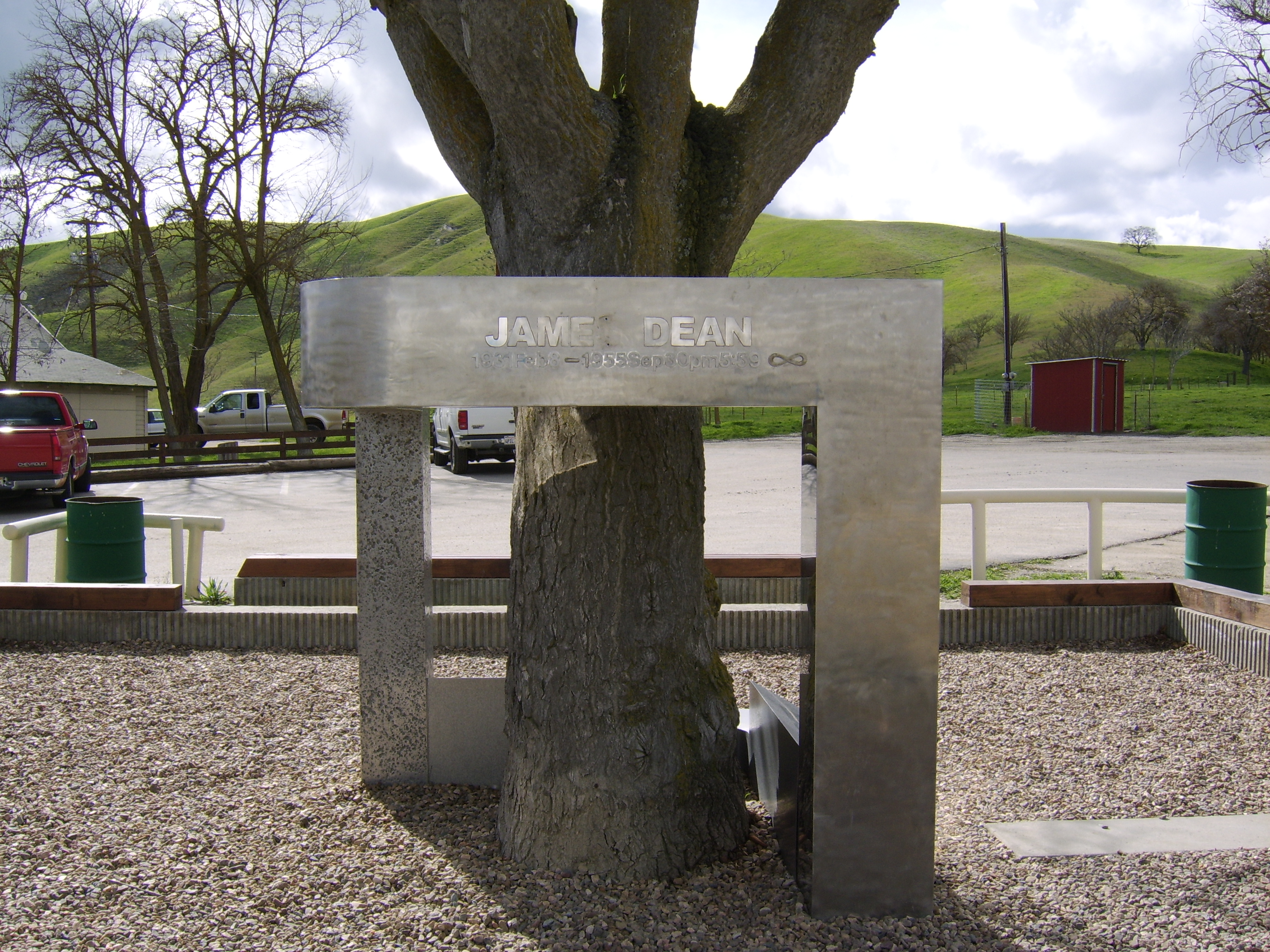
James-Dean-Denkmal in Cholame

Nahe Cholame starb am 30. September 1955 der amerikanische Schauspieler James Dean, als er auf dem Weg zu einem Autorennen nach Salinas war.